# NGC 4671
NGC 4671 је елиптична галаксија у сазвежђу Девица која се налази на NGC листи објеката дубоког неба.
Деклинација објекта је - 7° 4' 11" а ректасцензија 12h 45m 47,5s. Привидна величина (магнитуда) објекта NGC 4671 износи 13,0 а фотографска магнитуда 14,0. NGC 4671 је још познат и под ознакама MCG -1-33-4, MK 1334, PGC 43029.